# Lāsma Kauniste
Lāsma Kauniste est une patineuse de vitesse soviétique née le 19 avril 1942 à Riga.

## Palmarès

### Championnats du monde
- Championnats du monde toutes épreuves de patinage de vitesse 1969 à Grenoble
  -  Médaille d'or toutes épreuves
- Championnats du monde toutes épreuves de patinage de vitesse 1967 à Deventer
  -  Médaille d'argent toutes épreuves